# Stenobothrus nadigi
Stenobothrus nadigi är en insektsart som beskrevs av Scott LaGreca 1986. Stenobothrus nadigi ingår i släktet Stenobothrus och familjen gräshoppor. Inga underarter finns listade i Catalogue of Life.